# NGC 523
NGC 523 (również NGC 537, PGC 5268, UGC 979 lub Arp 158) – nietypowa galaktyka spiralna (Sbc/P), znajdująca się w gwiazdozbiorze Andromedy. Jej wygląd sugeruje, że powstała ona w wyniku połączenia się dwóch galaktyk, a proces łączenia jeszcze się nie zakończył.
Odkrył ją William Herschel 13 września 1784 roku. Pozycja odnotowana przez niego była jednak bardzo niedokładna, stąd przez wiele lat nie było pewności, który obiekt Herschel zaobserwował. Niezależnie galaktykę odkrył Heinrich Louis d’Arrest 23 sierpnia 1862 roku. John Dreyer, zestawiając swój New General Catalogue, również nie był pewien, czy astronomowie ci obserwowali ten sam, czy różne obiekty i skatalogował obie te obserwacje jako, odpowiednio, NGC 537 i NGC 523.
Do tej pory w galaktyce zaobserwowano jedną supernową:
- SN 2001en, odkryta 26 września 2001 przez LOTOSS, osiągnęła jasność obserwowaną 14,5m.